# Anticorpi anti-Scl-70
Gli anticorpi anti-Scl-70, anche chiamati anti-topoisomerasi I dal momento che legano la forma I del relativo enzima, sono autoanticorpi diretti verso antigeni nucleari estraibili associati a numerose malattie autoimmuni, ma riscontrabili principalmente nella forma diffusa sclerodermia, con una sensibilità del 28–70%, ma presenti anche nel 10–18% dei casi di sindrome CREST. La presenza di anticorpi anti-Scl-70 è associata ad una forma di sclerodermia severa.
La denominazione deriva da sclerodermia e 70 kD, ovvero la dimensione del frammento immunoreattivo estraibile dal più grande antigene, di dimensioni pari a 100–105 kD, che si è rivelato essere la stessa topoisomerasi I.